# Jacek Baranowski (brydżysta)
Jacek Baranowski (ur. 13 września 1978) – polski brydżysta, mistrz międzynarodowy, zawodnik drużyny KS Gwardia V Strachota Wrocław.

## Wyniki brydżowe

### Zawody światowe
W światowych zawodach zdobył następujące lokaty:
| Mistrzostwa Świata. Konkurencja par | Mistrzostwa Świata. Konkurencja par | Mistrzostwa Świata. Konkurencja par | Mistrzostwa Świata. Konkurencja par | Mistrzostwa Świata. Konkurencja par | Mistrzostwa Świata. Konkurencja par |
| Rok                                 | Miejsce                             | Zawody                              | Kategoria                           | Partner                             | Pozycja                             |
| ----------------------------------- | ----------------------------------- | ----------------------------------- | ----------------------------------- | ----------------------------------- | ----------------------------------- |
| 2001                                | Stargard                            | 4 Mistrzostwa Świata Par Juniorów   | Juniorzy                            | Wojciech Strzemecki                 | 92                                  |
| 1999                                | Nymburk                             | 3 Mistrzostwa Świata Par Juniorów   | Juniorzy                            | Marek Rozkrut                       | 35                                  |
| 1995                                | Gandawa                             | 1 Mistrzostwa Świata Par Juniorów   | Juniorzy                            | Marek Rozkrut                       | 84                                  |

### Zawody europejskie
W europejskich zawodach zdobył następujące lokaty:
| Zawody europejskie. Konkurencja teamów | Zawody europejskie. Konkurencja teamów | Zawody europejskie. Konkurencja teamów   | Zawody europejskie. Konkurencja teamów | Zawody europejskie. Konkurencja teamów | Zawody europejskie. Konkurencja teamów |
| Rok                                    | Miejsce                                | Zawody                                   | Kategoria                              | Drużyna                                | Pozycja                                |
| -------------------------------------- | -------------------------------------- | ---------------------------------------- | -------------------------------------- | -------------------------------------- | -------------------------------------- |
| 2002                                   | Torquay                                | 18 Młodzieżowe Mistrzostwa Europy Teamów | Juniorzy                               | Poland                                 | 5                                      |
| 2000                                   | Antalya                                | 17 Młodzieżowe Mistrzostwa Europy Teamów | Juniorzy                               | Poland                                 | 12                                     |
| 1998                                   | Wiedeń                                 | 16 Młodzieżowe Mistrzostwa Europy Teamów | Młodzież Szkolna                       | Poland                                 | 3                                      |